# Montenegrina helvola
Montenegrina helvola is een slakkensoort uit de familie van de Clausiliidae. De wetenschappelijke naam van de soort is voor het eerst geldig gepubliceerd in 1853 door Kuster.